# Son Serra-La Vileta
Son Serra-La Vileta (en catalán Son Serra-Sa Vileta) es un barrio de la ciudad española de Palma de Mallorca, en las Islas Baleares. Está formado por los dos núcleos originarios de Son Serra y La Vileta.
Se encuentra delimitado por los barrios de Son Peretó, Son Flor, Son Roca, Son Anglada, Son Rapiña, Los Almendros y Son Xigala.
Históricamente se corresponde con la zona denominada El Vinyet de Ciudat y en particular por un conjunto de "rafals" y posesiones como Son Palmer, Son Llull, Son Serra, El Patatí o Son Cigala. El primer núcleo urbano del entorno, se corresponde con el establecimiento de Son Palmer en siglo XVIII. En el mapa del Cardenal Despuig ya es reconocido como "La Vileta", conformado por un conjunto de callejuelas entre el antiguo Camino de Puigpuñent y el camino de Son Roca. En aquel tiempo era habitado por agricultores y trabajadores de Son Palmer y por obreros de las canteras y minas de yeso de la zona. El segundo núcleo corresponde a la urbanización de Son Serra que se estructuró en callejones rectos a ambos lados de la cuesta de Zaragoza, establecidos a partir de 1820. Poco después lo haría Son Llull con un trazado de calles estrechas e irregulares.
A finales del siglo XIX los tres núcleos ya se configuran como una unidad, relacionados por medio del Camino de La Vileta. En esta época su estructura es de viviendas unifamiliares un parte importante de ellas casas de veraneo de familias de Palma, en general, de clases media y comerciantes.
Alcanzaba en el año 2007 la cifra de 5.912 habitantes.
- Datos: Q9078870
- Multimedia: Son Serra-La Vileta / Q9078870